# Нарочь (Вилейский район)
На́рочь (бел. Нарач) — агрогородок в Вилейском районе Минской области Белоруссии. Административный центр Нарочанского сельсовета. Население 802 человека (2009).

## История
С 1793 года после второго раздела Речи Посполитой Нарочь, как и вся Вилейщина, входила в состав Российской империи, был образован Вилейский уезд в составе сначала Минской губернии, а с 1843 года — Виленской губернии, в 1866 году деревня насчитывала 331 жителя.
После подписания Рижского мирного договора (1921)  Нарочь оказалась в составе межвоенной Польши, гмины Ижа Вилейского повета Новогрудского воеводства, а с 1926 года — Виленского воеводства. В 1921 году здесь было 429 жителей. В 1931 году здесь было 505 жителей

## География
Агрогородок Нарочь находится в 15 км к северо-западу от центра города Вилейка, расположен близ границы с Гродненской областью. Стоит на левом берегу реки Нарочь. Через село проходит автодорога Р63 на участке Вилейка — Сморгонь.

## Культура
- Краеведческий музей "Спадчына" ГУО "Нарочская средняя школа Вилейского района"

## Достопримечательности
- Православная церковь св. Ильи. 1877 год, включена в Государственный список историко-культурных ценностей Республики Беларусь[5]

## Галерея

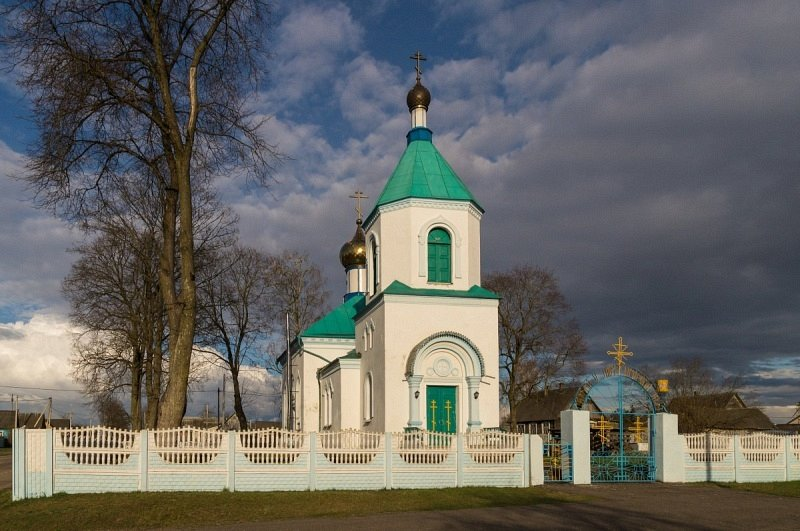
Православная церковь Св. Ильи
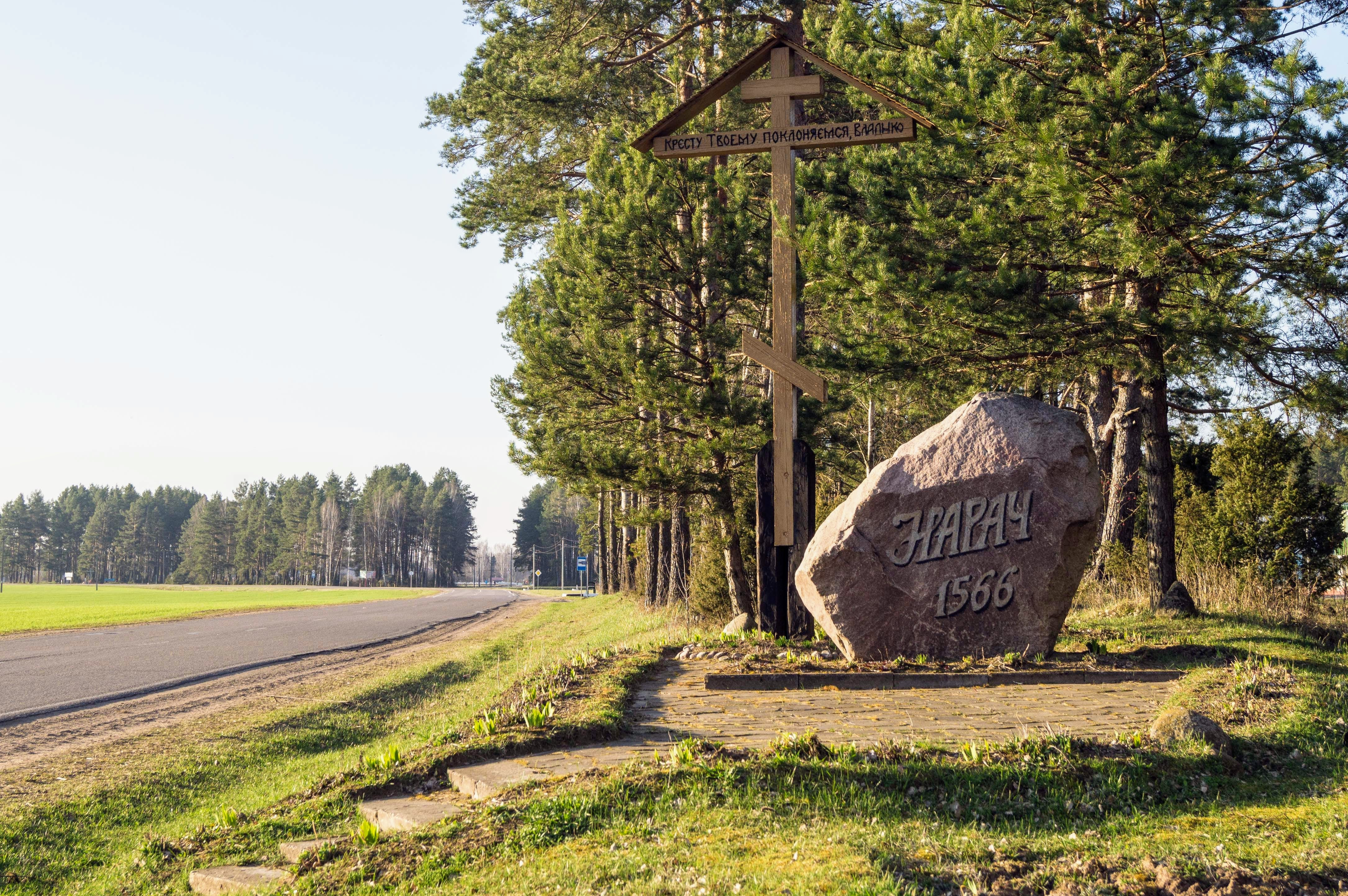
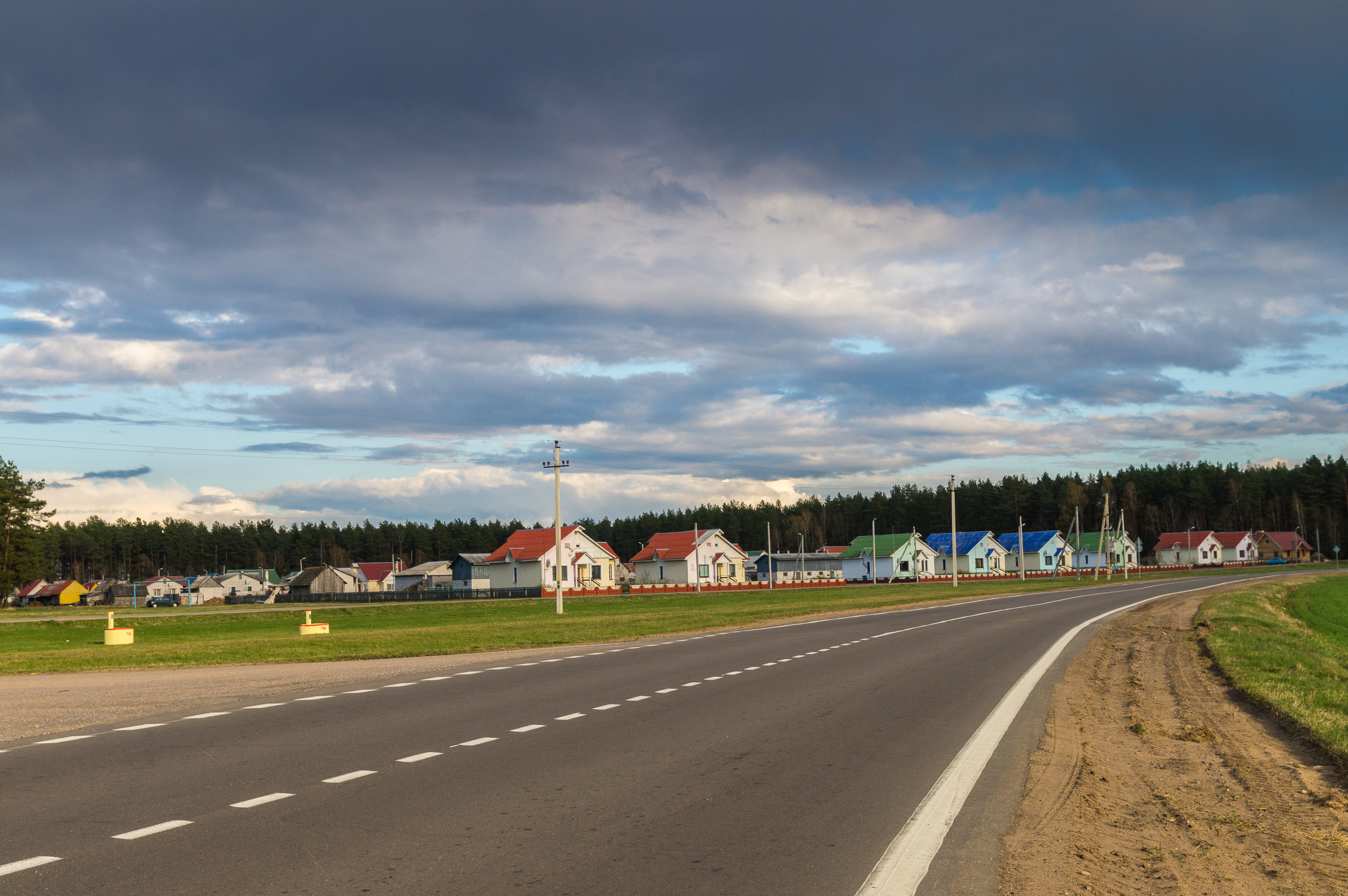